# Dom Muthów na Minikowie w Poznaniu
Dom Muthów – zabytkowy, okazały dom wiejski wraz z ogrodem, zlokalizowany w Poznaniu na terenie Minikowa, przy ul. Ożarowskiej 40. Dawniej towarzyszyły mu zabudowania gospodarcze (nieistniejące). Wpisany do rejestru zabytków wraz z otaczającym go parkiem pod nr. A-315, 27 września 1989.
Dom Muthów jest przykładem wybujałej architektury realizowanej przez bardzo zamożnych rolników, zamieszkujących wsie podpoznańskie, z których duża część miała korzenie bamberskie. Dziś na terenie miasta zachowało się bardzo niewiele takich budynków, a Dom Muthów z Minikowa należy do bardzo okazałych. Architektura obiektu nawiązuje do dworów wielkopolskiego ziemiaństwa. Dwie kolumny wspierają ganek z balkonem.
W miejscu obecnego domu, w XVIII wieku, osiadła rodzina Ganowiczów. W pierwszym dziesięcioleciu XIX wieku teren ten otrzymał major Gustaw Meimer za mężny udział w wojnach napoleońskich. Zbudował dwór i zabudowania gospodarcze. W końcu XIX wieku całość założenia kupił Michał Drozdowski dla swojej córki Marii, jako posag małżeński z bambrem Wojciechem Muthem (ur. 1872). Muth rozbudował gospodarstwo, dokupił ziemię (do 126 ha) i przebudował dwór. W 1928 gospodarstwo odziedziczył jego syn – Marian, który poślubił Mirosławę Loga. Podczas II wojny światowej Muthowie zostali wysiedleni przez Niemców do Generalnego Gubernatorstwa. Po wojnie powrócili, ale ich majątek zajęło państwo. Osiedli więc w Toruniu. Zabudowania gospodarcze zajmowały różne przedsiębiorstwa (m.in. Szklarbud), a w końcu je rozebrano. Dom zamieszkiwały rodziny z kwaterunku. W domu tym mieszkał wybitny poznański chirurg prof. Janusz Sowier. Dom przebudowano, przemieszczając wejście ze strony południowej na północną.

## Galeria

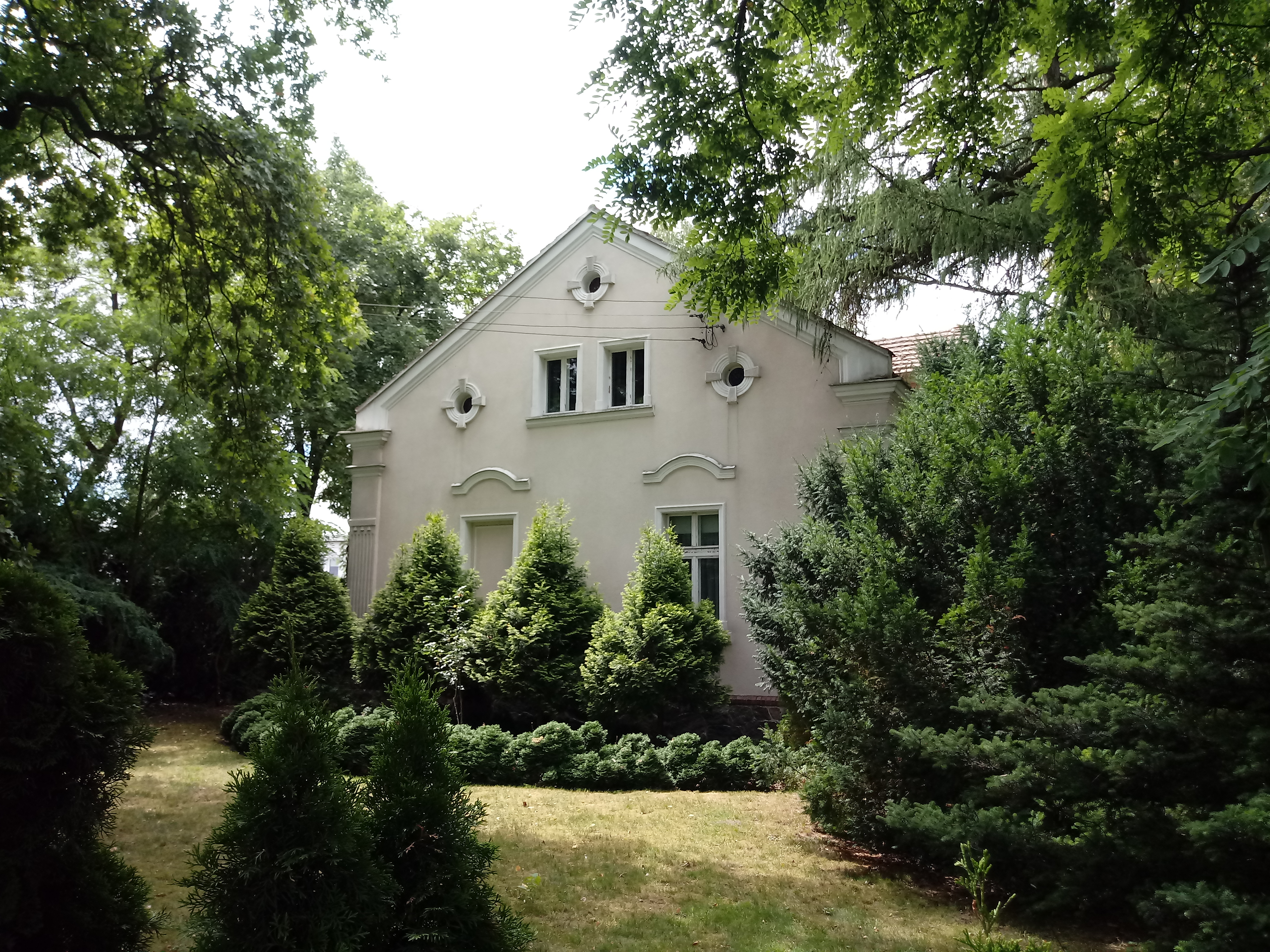
Widok od strony ul. Ożarowskiej
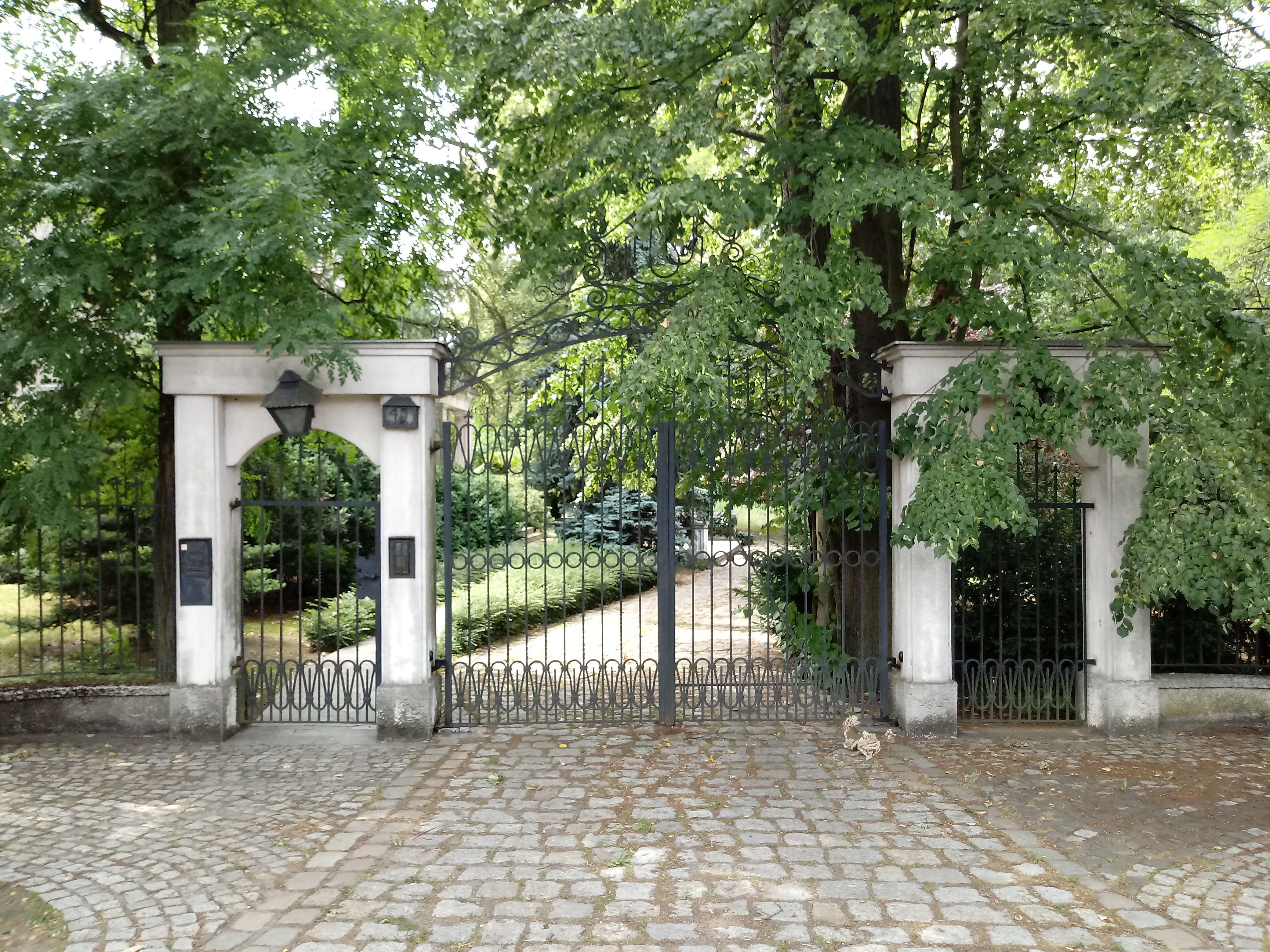
Brama wjazdowa na teren ogrodu